# Rin Tin Tin bei den Goldsuchern
Rin Tin Tin bei den Goldsuchern (Originaltitel: Tracked in the Snow Country) ist ein US-amerikanischer Abenteuerfilm aus dem Jahr 1926 von Herman C. Raymaker mit June Marlowe und David Butler in den Hauptrollen. Das Drehbuch des Stummfilms mit dem berühmten Filmhund Rin Tin Tin basiert auf einer Originalstory von Edward J. Meagher.

## Handlung
Silent Hardy und seine Tochter Joan reisen in den Norden, wo der alte Mann eine reiche Goldader entdeckt hat. Hardy wird von Jules Renault ermordet, der Hardys Karte mit dem Standort der Mine haben will. Hardys Hund Rin Tin Tin, der sein Bestes tat, um sein Herrchen zu retten, wird für den Tod des alten Mannes verantwortlich gemacht und gezwungen, in den Wald zu fliehen. 
Renault kehrt auf der Suche nach der Karte zur Hütte der Hardys zurück. Dabei wird er von Joans Verlobten Terry Moulton gesehen, der ihm zur Mine folgt. Dort wird Terry Zeuge eines Kampfes zwischen Rin Tin Tin und Renault und hört, wie Renault droht, den Hund auf die gleiche Weise zu töten, wie er sein Herrchen getötet hat. Terry macht seine Anwesenheit deutlich und wird von Renault überwältigt. Rin Tin Tin verfolgt Renault über einen zugefrorenen See, wobei der Mann durch das Eis bricht und ertrinkt. Rin Tin Tin wird wieder von Joan aufgenommen und paart sich mit einer Wölfin, die ihm einen schönen Wurf Welpen schenkt.

## Veröffentlichung
Die Premiere des Films fand am 13. Juli 1925 statt. Im Deutschen Reich kam er im Januar 1926 in die Kinos. Er wurde auch unter den Titeln Rin Tin Tin unter den Goldsuchern, Der Kampf ums rote Gold und Hinaus ins Freie gezeigt.

## Kritiken
In der The New York Times wurde der Film als ein gutes Exemplar des nordischen Melodramas bezeichnet. Es gebe jede Menge Action, die nur selten so überzogen sei, wie man es erwarten würde, auch wenn die Geduld am Ende etwas auf die Probe gestellt werde. Es gebe auch einige sehr gute Aufnahmen.